# کمیساریای خلق در امور نظامی و دریایی
کمیساریای خلق در امور نظامی و دریایی اتحاد جماهیر شوروی (به روسی: Народный комиссариат по военным и морским делам Советского Союза) از ۱۲ نوامبر ۱۹۲۳ تا ۱۵ مارس ۱۹۳۴ بدنه مرکزی فرماندهی و کنترل نظامی نیروهای مسلح اتحاد جماهیر شوروی بود.

## پیشینه
کمیساریای خلق از دو کمیساریای خلق مستقل امور نظامی و دریایی جمهوری سوسیالیستی فدراتیو روسیه شوروی تشکیل شد. این وزارتخانه در ارتباط با تشکیل کمیساریای دفاع خلق اتحاد جماهیر شوروی انحلال یافت.

## کمیسارهای خلق
کمیساریای خلق توسط کمیسار خلق رهبری می‌شد.
- لئون تروتسکی (۱۲ نوامبر ۱۹۲۳ – ۲۶ ژانویه ۱۹۲۵)
- میخائیل فرونزه (۲۶ ژانویه – ۳۱ اکتبر ۱۹۲۵)
- کلیمنت ووراشیلوف (۶ نوامبر ۱۹۲۵ – ۲۰ ژوئن ۱۹۳۴)